# فشار خون
فشار خون یا بلاد پرشر (به انگلیسی: Blood pressure) (اختصاری BP) به مقدار فشاری گفته می‌شود که توسط خون در جریان، به دیوارهٔ رگ‌ها وارد می‌آید و یکی از علائم حیاتی است. فشار یک مفهوم فیزیکی است، مقصود از فشار اشاره به «قدرت» یک مایع متحرک است. فشار خون در نواحی نزدیک قلب، بیشتر و نسبت فاصله گرفتن از قلب کم‌تر می‌شود.
فشار خون با جریان یافتن به شاهرگ‌ها زیاد و به رگ‌ها کم می‌شود. اصولاً فشارخون در بخش‌های مختلف سیستم گردش خون متفاوت است. معمول‌ترین روش اندازه‌گیری فشار خون به‌وسیله فشارسنج است که با استفاده از ارتفاع جیوه برای اندازه‌گیری فشار خون در حال چرخش در رگ‌ها استفاده می‌کند. با این‌که خیلی از فشارسنج‌های فعلی دیگر از جیوه استفاده نمی‌کنند، ولی فشار خون هنوز در تمام دنیا با mmHg یا میلی‌متر جیوه اندازه‌گیری می‌شود.

## بیماری‌شناسی
فشارخون نرمال برای انسانِ در حال استراحت در محدودهٔ ۹۰ الی ۱۲۰ میلی‌متر جیوه (سیستولیک) و ۶۰ الی ۸۰ مم/ج (دیاستولیک) است. و فشار خون ۱۲۹–۱۲۰میلیمتر جیوه سیستول و زیر ۸۰ دیاستول مرحله پیش فشار خونی نامیده می‌شود. به‌طور معمول اگر فشار خون به صورت پایدار بالاتر از ۱۳۰ سیستول و ۸۰ دیاستول قرار گیرد، پاتولوژی و بیماری محسوب می‌گردد. به عارضه افزایش فشار خون بیش از حد طبیعی، هایپرتنسیون و فشار خون بالا یا پرفشاری خون گفته می‌شود. همچنین کاهش فشارخون را هیپوتانسیون می‌نامند.

## علائم فشار خون بالا
فشار خون بالا به دو دسته اولیه و ثانویه تقسیم می‌گردد. در دسته اول علت فشار خون بالا مشخص نمی‌باشد و به صورت اولیه ایجاد شده‌است. آفت و تاول زدن مخاط دهان، هنگام بالا رفتن فشار خون در بعضی افراد دیده شده. در فشار خون ثانویه افزایش فشار خون به دنبال یک بیماری دیگر اتفاق می‌افتد و آن بیماری را می‌توان به عنوان علت افزایش فشار خون در نظر گرفت که در صورت کنترل بیماری اصلی، پرفشاری خون نیز به صورت مناسب تری کنترل می‌گردد.
افرادی که مبتلا به فشار خون بالای اولیه هستند، ممکن است سال‌ها بدون علامت باشند و از بیماری خود اطلاعی نداشته باشند و زمانی متوجه بیماری خود می‌گردند که دچار علائم (مثل سردرد، تاری و اختلال دید، درد قفسه سینه، سرگیجه و تنگی نفس به هنگام فعالیت) می‌شوند که در واقع این علایم عوارض فشار خون بالاست، لذا تنها راهی که می‌توان در زمان مناسب به آن پی برد، اندازه‌گیری دوره‌ای و منظم فشار خون به وسیله دستگاه فشارسنج است.

## فشار خون قاتل خاموش
فشار خون بالا در اغلب اوقات علامتی ندارد و بسیاری از مردم برای سالیان زیاد حتی بدون اینکه مطلع باشند مبتلا به این عارضه هستند. فشار خون بالا اگر درمان نشود باعث آسیب به سرخرگ‌ها و اندام‌های حیاتی بدن می‌شود به همین دلیل به آن قاتل خاموش می‌گویند.

## عوامل خطر ایجاد فشار خون بالا
عوامل خطر در ایجاد فشار خون بالا را می‌توان به شرح زیر بیان کرد:
- سن
- جنس
- وراثت
- چاقی و اضافه وزن
- رژیم غذایی
- دیابت
- کم‌تحرکی
- عوامل اجتماعی و روانی
- دخانیات
- الکل
- مصرف سیگار
- مصرف قرص‌های ضد حاملگی
- استرس
- حتی نژاد هم در فشار خون بالا مؤثر است. سفید پوستان نسبت به بقیه بیشتر به فشار خون بالا مبتلا می‌شوند.

| مقدار فشار خون خود را بدانید | مقدار فشار خون خود را بدانید | مقدار فشار خون خود را بدانید |
| طبقه                         | سیستول (عدد بالا)            | دیاستول (عدد پایین)          |
| ---------------------------- | ---------------------------- | ---------------------------- |
| مطلوب/ طبیعی                 | کمتر از ۱۲۰                  | کمتر از ۸۰                   |
| پیش فشار خون بالا            | ۱۲۰–۱۲۹                      | کمتر از ۸۰                   |
| فشار خون بالا: مرحله ۱       | ۱۳۰تا۱۳۹ ۸۰تا۸۹              |                              |